# Olavo Rodrigues Barbosa
Olavo Rodrigues Barbosa, ismertebb nevén Nena, (Porto Alegre, 1923. július 11. – Goiânia, 2010. november 17.) brazil labdarúgóhátvéd.
1. ↑  http://www.futebolinterior.com.br/news.php?id_news=159071